# Leichtathletik-Europameisterschaften 1978/800 m der Männer

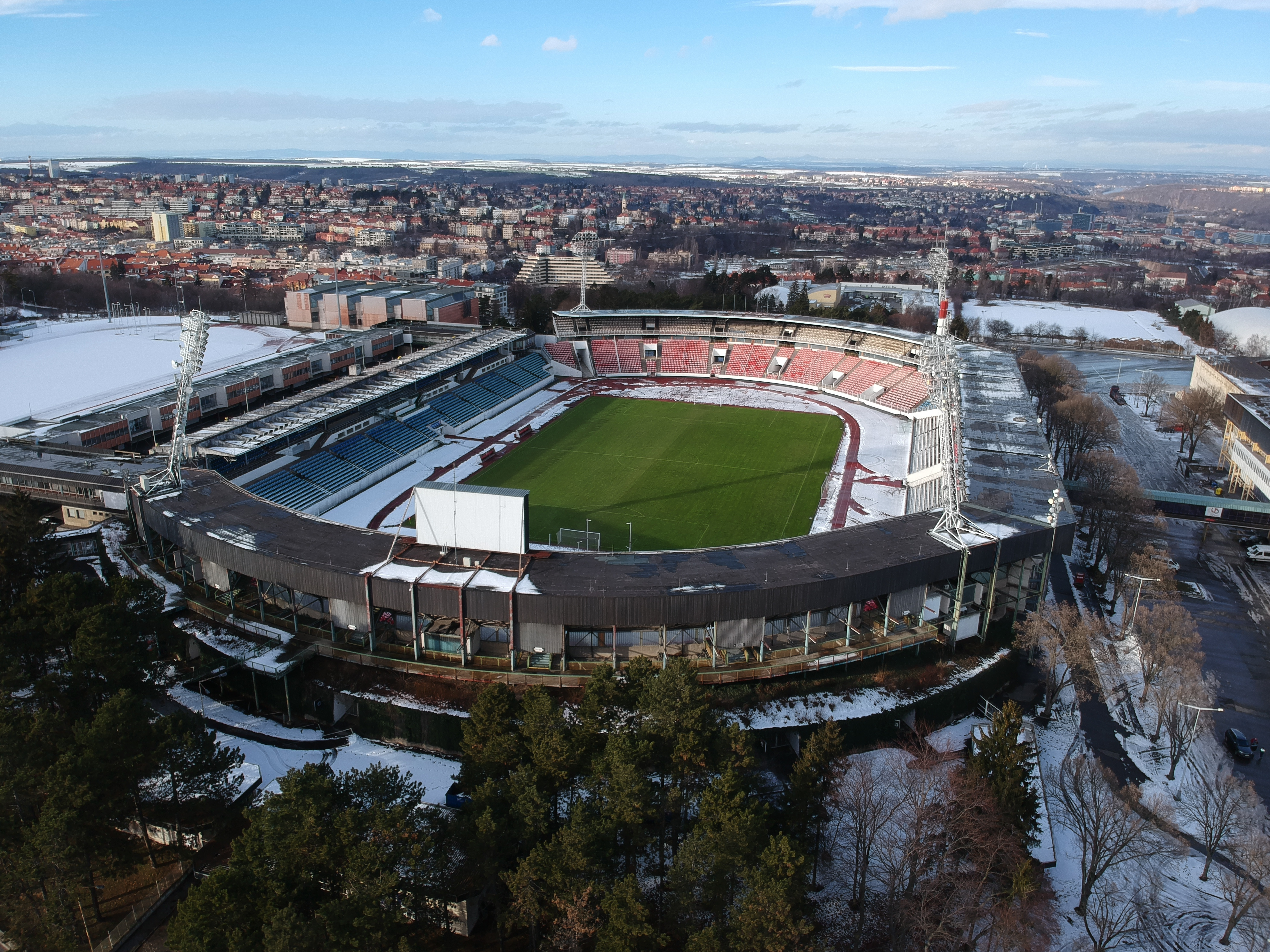
Das Stadion Evžena Rošického von Prag im Jahr 2009

Der 800-Meter-Lauf der Männer bei den Leichtathletik-Europameisterschaften 1978 wurde vom 29. bis 31. August 1978 im Stadion Evžena Rošického von Prag ausgetragen.
In diesem Wettbewerb gingen mit Silber und Bronze zwei Medaillen an die Athleten aus Großbritannien. Überraschender Europameister wurde der DDR-Läufer Olaf Beyer. Er gewann vor dem EM-Zweiten von 1974 Steve Ovett, der drei Tage später das Rennen über 1500 Meter für sich entschied. Dritter wurde Sebastian Coe.

## Rekorde

### Bestehende Rekorde
| Weltrekord           | 1:43,4 min  | Alberto Juantorena  | Sofia, Bulgarien | 21. August 1977   |
| Europarekord         | 1:43,7 min  | Marcello Fiasconaro | Mailand, Italien | 27. Juni 1973     |
| Meisterschaftsrekord | 1:44,07 min | Luciano Sušanj      | EM Rom, Italien  | 4. September 1974 |

### Rekordverbesserungen
Der bestehende EM-Rekord wurde verbessert und gleichzeitig gab es einen neuen Landesrekord.
- Meisterschaftsrekord: 1:43,84 min – Olaf Beyer (DDR), Finale am 31. August
- Landesrekord: 1:43,84 min – Olaf Beyer (DDR), Finale am 31. August

## Legende
Kurze Übersicht zur Bedeutung der Symbolik – so üblicherweise auch in sonstigen Veröffentlichungen verwendet:
| CR | Championshiprekord |
| DR | Deutscher Rekord   |

## Vorrunde
29. August 1978
Die Vorrunde wurde in vier Läufen durchgeführt. Die ersten drei Athleten pro Lauf – hellblau unterlegt – sowie die darüber hinaus vier zeitschnellsten Läufer – hellgrün unterlegt – qualifizierten sich für das Halbfinale.

### Vorlauf 1
| Platz | Name                | Nation         | Zeit (min) |
| ----- | ------------------- | -------------- | ---------- |
| 1     | Steve Ovett         | Großbritannien | 1:47,80    |
| 2     | Hans-Peter Ferner   | BR Deutschland | 1:48,10    |
| 3     | Markku Taskinen     | Finnland       | 1:48,30    |
| 4     | Detlef Wagenknecht  | DDR            | 1:48,40    |
| 5     | Wladimir Malosemlin | Sowjetunion    | 1:48,60    |
| 6     | Carlo Grippo        | Italien        | 1:48,60    |

### Vorlauf 2
| Platz | Name           | Nation         | Zeit (min) |
| ----- | -------------- | -------------- | ---------- |
| 1     | Olaf Beyer     | DDR            | 1:47,72    |
| 2     | Arno Körmeling | Niederlande    | 1:48,10    |
| 3     | Günther Hasler | Liechtenstein  | 1:48,50    |
| 4     | Justin Gloden  | Luxemburg      | 1:49,00    |
| 5     | Peter Hoffmann | Großbritannien | 1:49,30    |

### Vorlauf 3
| Platz | Name                  | Nation           | Zeit (min) |
| ----- | --------------------- | ---------------- | ---------- |
| 1     | Andreas Busse         | DDR              | 1:49,08    |
| 2     | José Marajo           | Frankreich       | 1:49,40    |
| 3     | Anatolij Reschetnjak  | Sowjetunion      | 1:49,50    |
| 4     | Milovan Savić         | Jugoslawien      | 1:50,00    |
| 5     | Milan Timko           | Tschechoslowakei | 1:50,50    |
| 6     | Panagiotis Pallikaris | Griechenland     | 1:51,60    |

### Vorlauf 4
| Platz | Name               | Nation         | Zeit (min) |
| ----- | ------------------ | -------------- | ---------- |
| 1     | Sebastian Coe      | Großbritannien | 1:46,82    |
| 2     | Roger Milhau       | Frankreich     | 1:47,07    |
| 3     | Uwe Becker         | BR Deutschland | 1:47,13    |
| 4     | Dragan Životić     | Jugoslawien    | 1:47,18    |
| 5     | Wladimir Podoljako | Sowjetunion    | 1:47,19    |
| 6     | Sermet Timurlenk   | Türkei         | 1:47,23    |
| 7     | Jón Didriksson     | Island         | 1:50,40    |

## Halbfinale
30. August 1978, 18:00 Uhr
In den beiden Halbfinalläufen qualifizierten sich die jeweils ersten vier Athleten – hellblau unterlegt – für das Finale.

### Lauf 1

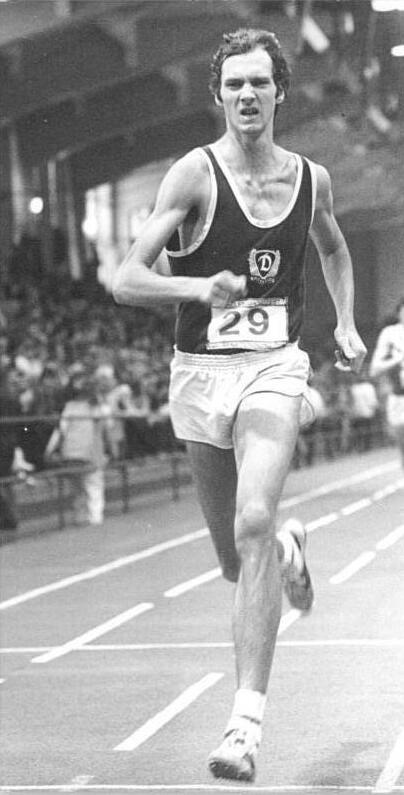
Detlef Wagenknecht wurde Siebter seines Halbfinallaufs und schied damit aus
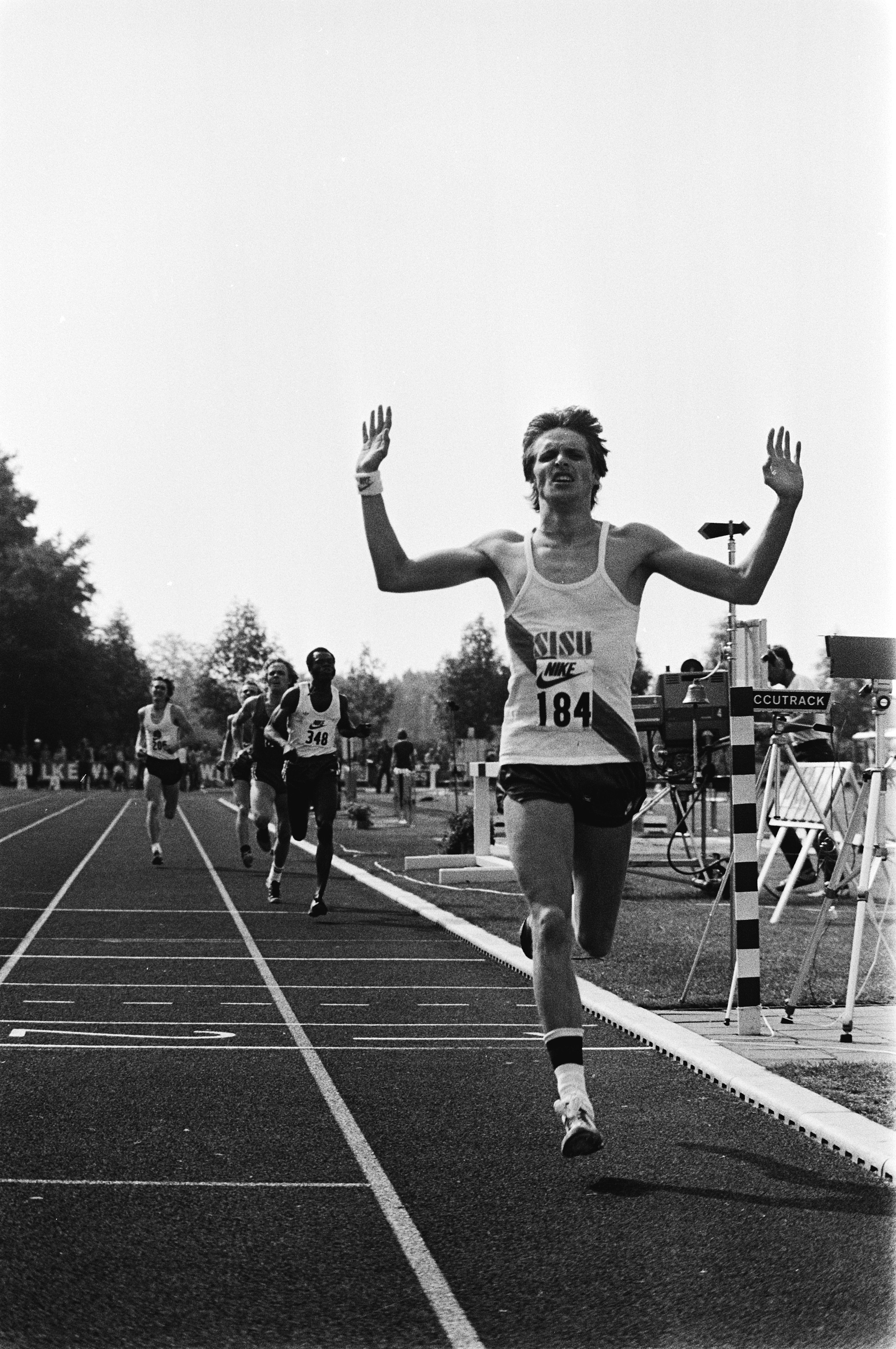
Für Arno Körmeling war mit Platz acht im ersten Semifinale Endstation

| Platz | Name               | Nation         | Zeit (min) |
| ----- | ------------------ | -------------- | ---------- |
| 1     | Sebastian Coe      | Großbritannien | 1:47,44    |
| 2     | Andreas Busse      | DDR            | 1:47,60    |
| 3     | José Marajo        | Frankreich     | 1:47,70    |
| 4     | Wladimir Podoljako | Sowjetunion    | 1:47,80    |
| 5     | Markku Taskinen    | Finnland       | 1:47,90    |
| 6     | Uwe Becker         | BR Deutschland | 1:48,20    |
| 7     | Detlef Wagenknecht | DDR            | 1:48,50    |
| 8     | Arno Körmeling     | Niederlande    | 1:49,20    |

### Lauf 2

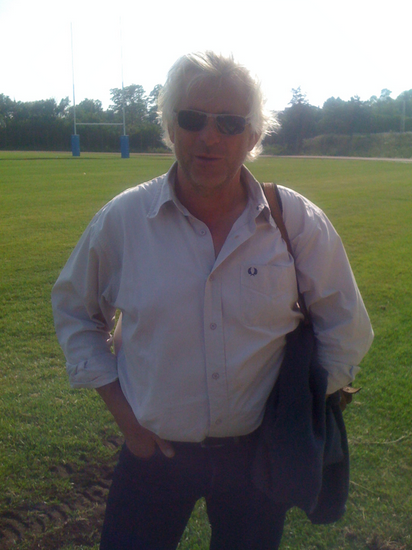
Roger Milhaus siebter Rang im zweiten Semifinale reichte nicht für die Finalteilnahme

| Platz | Name                 | Nation         | Zeit (min) |
| ----- | -------------------- | -------------- | ---------- |
| 1     | Steve Ovett          | Großbritannien | 1:46,51    |
| 2     | Olaf Beyer           | DDR            | 1:46,74    |
| 3     | Dragan Životić       | Jugoslawien    | 1:46,91    |
| 4     | Anatolij Reschetnjak | Sowjetunion    | 1:47,20    |
| 5     | Hans-Peter Ferner    | BR Deutschland | 1:47,40    |
| 6     | Sermet Timurlenk     | Türkei         | 1:47,90    |
| 7     | Roger Milhau         | Frankreich     | 1:48,90    |
| 8     | Günther Hasler       | Liechtenstein  | 1:49,30    |

## Finale
31. August 1978
| Platz | Name                 | Nation         | Zeit (min)    |
| ----- | -------------------- | -------------- | ------------- |
| 1     | Olaf Beyer           | DDR            | 1:43,84 CR/DR |
| 2     | Steve Ovett          | Großbritannien | 1:44,09       |
| 3     | Sebastian Coe        | Großbritannien | 1:44,76       |
| 4     | Anatolij Reschetnjak | Sowjetunion    | 1:45,79       |
| 5     | Wladimir Podoljako   | Sowjetunion    | 1:46,24       |
| 6     | Andreas Busse        | DDR            | 1:47,1        |
| 7     | Dragan Životić       | Jugoslawien    | 1:47,4        |
| 8     | José Marajo          | Frankreich     | 1:53,4        |

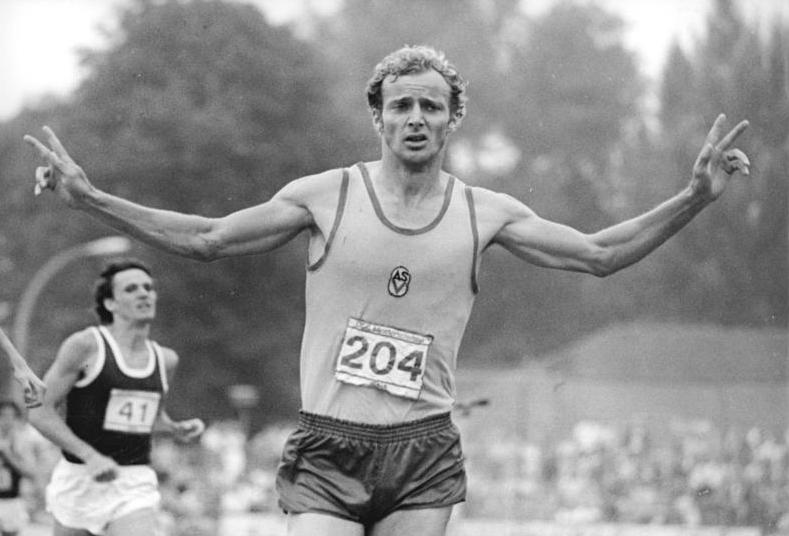
Olaf Beyer wurde in einem hochklassigen Rennen überraschend Europameister

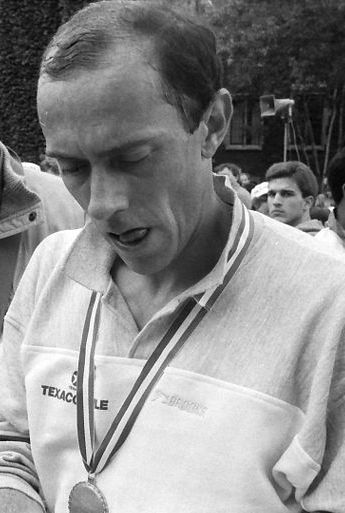
Steve Ovett, am Schlusstag Sieger über 1500 Meter, wurde wie 1974 Vizeeuropameister – er war einer der besten Mittelstreckler seiner Zeit, später unter anderem Olympiasieger 1980 und Weltrekordler
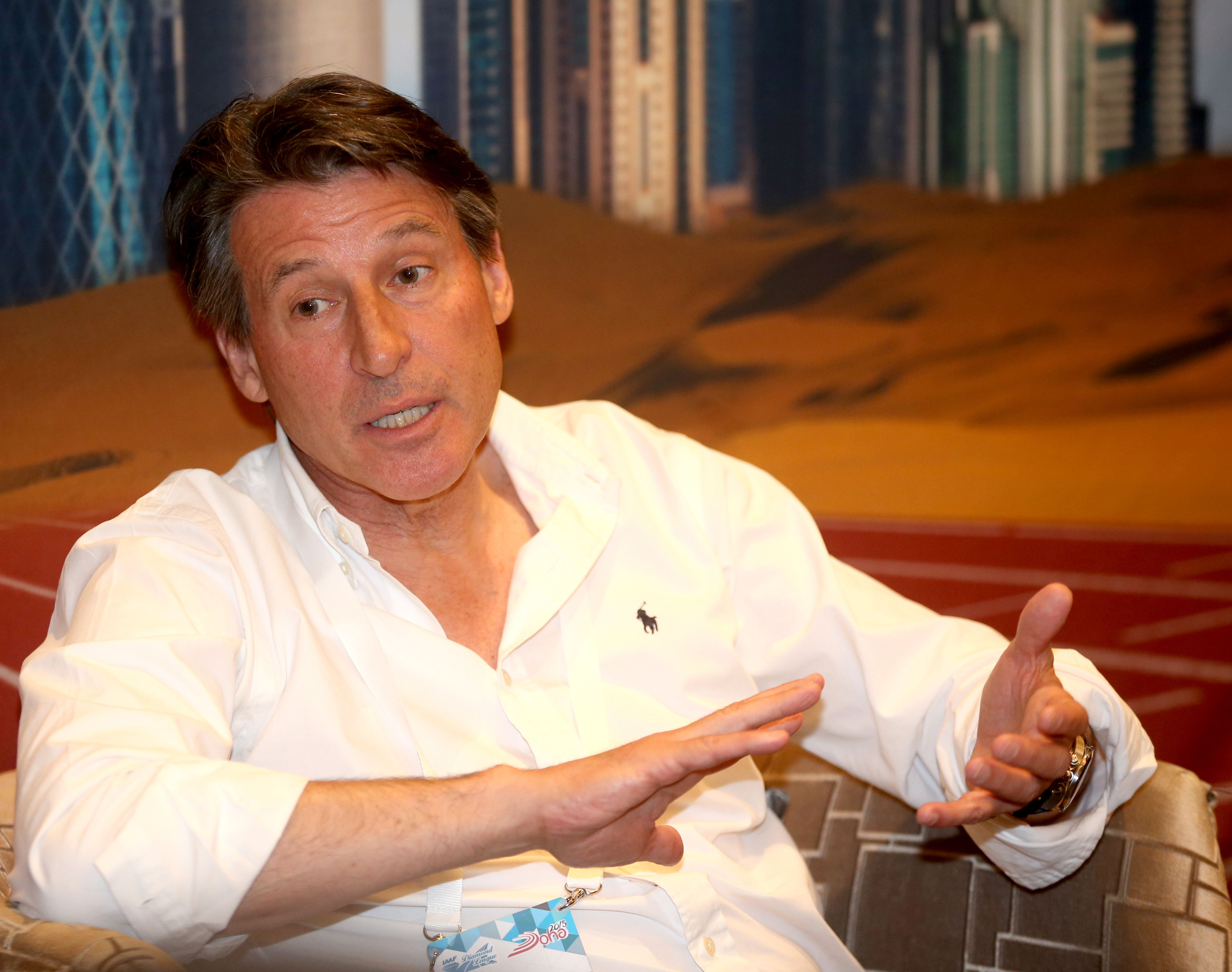
Bronzemedaillengewinner Sebastian Coe (hier im Jahr 2015) – er stand am Beginn einer großen Sportkarriere mit unter anderem zwei olympischen Goldmedaillen über 1500 Meter (1980/1984), dem 800-Meter-EM-Titel 1986 und Weltrekorden, heute: Präsident des Weltleichtathletikverbands World Athletics (früher IAAF)
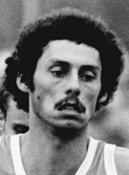
Andreas Busse kam auf den sechsten Platz